# 59e méridien ouest
En géographie, le 59e méridien ouest est le méridien joignant les points de la surface de la Terre dont la longitude est égale à 59° ouest.

## Géographie

### Dimensions
Comme tous les autres méridiens, la longueur du 59e méridien correspond à une demi-circonférence terrestre, soit 20 003,932 km. Au niveau de l'équateur, il est distant du méridien de Greenwich de 6 568 km,.
Avec le 121e méridien est, il forme un grand cercle passant par les pôles géographiques terrestres.

### Régions traversées
En commençant par le pôle Nord et descendant vers le sud au pôle Sud, Le 59e méridien ouest passe par:
| Coordonnées          | Pays, territoire ou mer | Notes |
| -------------------- | ----------------------- | --- |
| 90° 00′ N, 59° 00′ O | Océan Arctique          | |
| 83° 30′ N, 59° 00′ O | Mer de Lincoln          | |
| 82° 04′ N, 59° 00′ O | Groenland               | Péninsule Nyeboe (en)                                                                                          |
| 81° 56′ N, 59° 00′ O | Baie Newman (en)        | |
| 81° 52′ N, 59° 00′ O | Groenland               | Péninsule Hall (en)                                                                                            |
| 75° 42′ N, 59° 00′ O | Mer de Baffin           | |
| 70° 00′ N, 59° 00′ O | Détroit de Davis        | |
| 60° 00′ N, 59° 00′ O | Océan Atlantique        | Mer du Labrador                                                                                                |
| 55° 09′ N, 59° 00′ O | Canada                  | Terre-Neuve-et-Labrador — Labrador Quebec — à partir de 52° 00′ N, 59° 00′ O                                   |
| 50° 46′ N, 59° 00′ O | Golfe du Saint-Laurent  | |
| 48° 40′ N, 59° 00′ O | Canada                  | Terre-Neuve-et-Labrador — Péninsule de Port-au-Port sur l'île de Terre-Neuve                                   |
| 48° 31′ N, 59° 00′ O | Baie St-George (en)     | |
| 48° 08′ N, 59° 00′ O | Canada                  | Terre-Neuve-et-Labrador — île de Terre-Neuve                                                                   |
| 47° 35′ N, 59° 00′ O | Océan Atlantique        | |
| 7° 53′ N, 59° 00′ O  | Guyana                  | Territoire revendiqué par le Venezuela                                                                         |
| 1° 19′ N, 59° 00′ O  | Brésil                  | Roraima Amazonie — à partir de 0° 14′ N, 59° 00′ O Mato Grosso — from 8° 46′ S, 59° 00′ O                      |
| 16° 18′ S, 59° 00′ O | Bolivie                 | |
| 19° 24′ S, 59° 00′ O | Paraguay                | |
| 24° 39′ S, 59° 00′ O | Argentine               | |
| 38° 40′ S, 59° 00′ O | Océan Atlantique        | |
| 51° 23′ S, 59° 00′ O | Malouines               | île Malouine orientale — revendiquée par l' Argentine                                                          |
| 52° 03′ S, 59° 00′ O | Océan Atlantique        | |
| 60° 00′ S, 59° 00′ O | Océan Austral           | |
| 62° 12′ S, 59° 00′ O | Îles Shetland du Sud    | Île du Roi-George et Île Nelson Liste des territoires revendiqués par l' Argentine, le Chili et le Royaume-Uni |
| 62° 20′ S, 59° 00′ O | Océan Austral           | |
| 63° 40′ S, 59° 00′ O | Antarctique             | Péninsule Antarctique — Liste des territoires revendiqués par l' Argentine, le Chili et le Royaume-Uni         |
| 64° 57′ S, 59° 00′ O | Océan Austral           | Mer de Weddell                                                                                                 |
| 75° 29′ S, 59° 00′ O | Antarctique             | Territoire Liste des territoires revendiqué par l' Argentine, le Chili et le Royaume-Uni                       |